# Meier Müller Schmidt
Meier Müller Schmidt ist eine deutsche Film-Komödie des Regisseurs Sebastian Peterson aus dem Jahr 2016. Der Film kam am 30. Juni 2016 in die deutschen Kinos.

## Handlung
Im Film werden viele miteinander verwobene Geschichten um die drei Berliner WG-Bewohner Julian Meier, Kasimir Müller und Max Schmidt erzählt.
Julian lernt seine Halbschwester Eva kennen und sie verlieben sich ineinander. Kasimir wiederum verliebt sich unerwartet in einen Mann und hat, als sein Liebhaber sich nicht wieder meldet, Angst, sich mit HIV infiziert zu haben. Seine Furcht ist sogar so groß, dass er sich nicht einmal zum HIV-Test traut. Max hingegen ist fasziniert von der neuen Mode-Droge FOG, die einen vergessen lässt, was man gerade erlebt hat.

## Hintergrund
Klaas Heufer-Umlauf und MC Fitti haben im Film Gastauftritte, bei denen sie sich selbst spielen. Die Musik im Vorspann stammt von der Berliner Band Beatsteaks.
Der Film hatte am 21. Oktober 2015 bei den Internationalen Hofer Filmtagen seine Uraufführung.

## Kritiken
„Sebastian Petersons Spielfilm über drei Männer in einer Berliner Wohngemeinschaft unterhält mit treffendem Zeitgeist und profitiert von der reichen Erfahrung des Regisseurs mit dieser Lebensform.“

„Eine launige, charmante Komödie aus dem heutigen Berlin, die neben der neuen Unsicherheit auch die schöne neue Medien- und Marketingwelt aufs Korn nimmt.“

## Auszeichnungen
Meier Müller Schmidt wurde für den Förderpreis Neues Deutsches Kino nominiert und war einer von sechs „Berlin Highlights“ auf dem Festival Achtung Berlin.